# جویا، لبنان
جویا (به عربی: جویا) شهری در استان جنوبی لبنان کشور لبنان است که در سرشماری سال ۲۰۰۵ میلادی، ۶ ۹۳۱ نفر جمعیت داشته است.